# Haploblepharus pictus
Haploblepharus pictus és una espècie de peix de la família dels esciliorrínids i de l'ordre dels carcariniformes.

## Morfologia
- Els mascles poden assolir 57 cm de longitud total.[1]

## Reproducció
És ovípar.

## Alimentació
Menja peixets bentònics, crustacis i cefalòpodes.

## Hàbitat
És un peix marí de clima subtropical.

## Distribució geogràfica
Es troba des de Namíbia fins al sud-oest de la província del Cap (Sud-àfrica).